# Milton-Freewater
Milton-Freewater is een plaats (city) in de Amerikaanse staat Oregon, en valt bestuurlijk gezien onder Umatilla County.

## Demografie
Bij de volkstelling in 2000 werd het aantal inwoners vastgesteld op 6470. In 2006 is het aantal inwoners door het United States Census Bureau geschat op 6402, een daling van 68 (-1,1%).

## Geografie
Volgens het United States Census Bureau beslaat de plaats een oppervlakte van 4,9 km², geheel bestaande uit land. Milton-Freewater ligt op ongeveer 257 m boven zeeniveau.

## Plaatsen in de nabije omgeving
De onderstaande figuur toont nabijgelegen plaatsen in een straal van 16 km rond Milton-Freewater.

## Geboren
- George 'Buck' Flower (1937-2004), acteur, filmproducent en scenarioschrijver